# Grit Šadeiková
Grit Šadeiková (estonsky Grit Šadeiko, * 29. července 1989, Saku) je estonská atletka, která se specializuje na víceboj.
V roce 2011 se stala v Ostravě mistryní Evropy do 23 let v sedmiboji v novém osobním rekordu 6 134 bodů. O 11 bodů méně nasbírala Kateřina Cachová a získala stříbro. První cenný úspěch zaznamenala již v roce 2008 na juniorském mistrovství světa v Bydhošti, kde vybojovala bronz.

## Osobní rekordy
- pětiboj (hala) – 4 422 bodů – 6. února 2011, Tallinn
- sedmiboj (dráha) – 6 134 bodů – 17. července 2011, Ostrava